# Méthode de Laplace
En mathématiques, la méthode de Laplace, due à Pierre-Simon de Laplace, est une méthode pour l'évaluation numérique d'intégrales de la forme : 
{\displaystyle \int _{a}^{b}\mathrm {e} ^{Mf(x)}\,\mathrm {d} x\,}
où f est une fonction deux fois dérivable, M est un grand nombre réel et les bornes a et b peuvent éventuellement être infinies.

## Principe de la méthode

Illustration de la méthode de Laplace : en noir, la fonction f(x), et en rouge, eMf(x) avec M = 3 : on remarque que seule l'aire sous la courbe à intégrer près du maximum de (pointillés) est significative.

Pour M > 0, si l'on suppose que la fonction f admet un unique maximum au point {\displaystyle x_{0}} alors pour M grand, seuls les points au voisinage de x0 contribuent de façon significative à l'intégrale :
{\displaystyle \int _{a}^{b}\!\mathrm {e} ^{Mf(x)}\,\mathrm {d} x.\,}
Si M est négatif, en considérant –M et –f on peut se ramener à considérer les maximums de –f donc les minimums de f.

## Méthode de Laplace, cas général
Pour appliquer la méthode de Laplace, un certain nombre de conditions sont requises. Le point x0 ne doit pas être l'une des bornes de l'intégrale et f(x) ne peut s'approcher de la valeur f(x0) qu'au voisinage de x0.
Par application du théorème de Taylor, au voisinage de x0, f(x) s'écrit :
{\displaystyle f(x)=f(x_{0})+f'(x_{0})(x-x_{0})+{\frac {1}{2}}f''(x_{0})(x-x_{0})^{2}+O\left((x-x_{0})^{3}\right)}.
Puisque f admet un maximum en x0, qui n'est pas l'une des bornes de l'intégrale, {\displaystyle f\,'(x_{0})=0} et {\displaystyle f\,''(x_{0})<0}, on a alors dans un voisinage de x0 :
{\displaystyle f(x)\approx f(x_{0})-{\frac {1}{2}}|f''(x_{0})|(x-x_{0})^{2}}
Et pour l'intégrale :
{\displaystyle \int _{a}^{b}\!\mathrm {e} ^{Mf(x)}\,\mathrm {d} x\approx \mathrm {e} ^{Mf(x_{0})}\int _{a}^{b}\!\mathrm {e} ^{-M|f''(x_{0})|(x-x_{0})^{2}/2}\,\mathrm {d} x}
La deuxième intégrale peut être estimée à l'aide d'une intégrale de Gauss en remplaçant les bornes a et b par -∞ et +∞ et l'on a alors : 
{\displaystyle \int _{a}^{b}\!\mathrm {e} ^{Mf(x)}\,\mathrm {d} x\approx {\sqrt {\frac {2\pi }{M|f''(x_{0})|}}}\mathrm {e} ^{Mf(x_{0})}{\mbox{ quand }}M\to \infty }
Le remplacement des bornes par -∞ et +∞ est numériquement valide car, quel que soit {\displaystyle k\in \mathbb {N} ,\,\mathrm {e} ^{-M|f''(x_{0})|(x-x_{0})^{2}/2}} est un {\displaystyle o\left((x-x_{0})^{-k}\right)}
Les deux conditions demandées pour effectuer cette méthode ne sont pas nécessairement requises et il existe des généralisations pour le cas où x0 est l'une des bornes en utilisant un développement au premier ordre autour de x0 ainsi que par découpage d'intégrale pour le cas où deux, ou un nombre fini, de maximums locaux  de f auraient des valeurs proches. La méthode du point col permet également une généralisation pour 
{\displaystyle I(\lambda )=\int _{\mathcal {C}}f(z)\mathrm {e} ^{\lambda g(z)}\,\mathrm {d} z\,}

## Exemple: formule de Stirling
La méthode de Laplace peut être employée pour démontrer la formule de Stirling :
Pour N grand :{\displaystyle N!\approx {\sqrt {2\pi N}}N^{N}\mathrm {e} ^{-N}\,}
Par définition de la fonction gamma, on a
{\displaystyle N!=\Gamma (N+1)=\int _{0}^{\infty }\mathrm {e} ^{-x}x^{N}\,\mathrm {d} x.\,}
Avec le changement de variable x = Nz on obtient :
{\displaystyle {\begin{aligned}N!&=\int _{0}^{\infty }\mathrm {e} ^{-Nz}\left(Nz\right)^{N}N\,\mathrm {d} z=N^{N+1}\int _{0}^{\infty }\mathrm {e} ^{-Nz}z^{N}\,\mathrm {d} z\\&=N^{N+1}\int _{0}^{\infty }\mathrm {e} ^{-Nz}\mathrm {e} ^{N\ln z}\,\mathrm {d} z=N^{N+1}\int _{0}^{\infty }\mathrm {e} ^{N(\ln z-z)}\,\mathrm {d} z.\end{aligned}}}
En considérant la fonction f(z) = ln(z) – z, qui est deux fois dérivable :
{\displaystyle f'(z)={\frac {1}{z}}-1\,,\ f''(z)=-{\frac {1}{z^{2}}}.\,}
on voit que f atteint son maximum en z = 1 et sa dérivée seconde vaut –1 en 1 ; on a alors avec la méthode de Laplace :
{\displaystyle N!\approx N^{N+1}{\sqrt {\frac {2\pi }{N}}}\mathrm {e} ^{-N}={\sqrt {2\pi N}}N^{N}\mathrm {e} ^{-N}.\,}